# Tápióság
Tápióság é um município da Hungria, situado no condado de Peste. Tem 33,54 km² de área e sua população em 2015 foi estimada em 2.629 habitantes.